# Damian Warner
Damian Warner (ur. 4 listopada 1989 w London) – kanadyjski lekkoatleta specjalizujący się w wielobojach. Mistrz olimpijski z Tokio (2020) oraz brązowy medalista z Rio de Janeiro (2016).
Srebrny medalista mistrzostw NACAC w wielobojach z 2011. W tym samym roku zajął 18. miejsce na światowym czempionacie w Daegu. W 2012 startował na igrzyskach olimpijskich w Londynie, na których zajął 5. miejsce. Rok później zdobył brąz na światowym czempionacie w Moskwie. W 2014 zajął 7. miejsce podczas halowych mistrzostw świata w Sopocie oraz zdobył złoto na igrzyskach Wspólnoty Narodów. W 2015 podczas mistrzostw świata w Pekinie wywalczył srebro. Dwa lata później w Londynie uplasował się na piątej pozycji. Brązowy medalista mistrzostw świata w Dosze (2019). W 2021 został mistrzem olimpijskim podczas igrzysk w Tokio, bijąc wynikiem 9018 pkt. rekord olimpijski. Dwa lata później w Budapeszcie został wicemistrzem świata.
Złoty medalista mistrzostw kraju w różnych konkurencjach.
Rekordy życiowe: dziesięciobój: 9018 pkt. (5 sierpnia 2021, Tokio) 4. wynik w historii światowej lekkoatletyki; siedmiobój – 6489 pkt. (19 marca 2022, Belgrad) 4. wynik w historii światowej lekkoatletyki. Oba rezultaty są aktualnymi rekordami Kanady.

## Osiągnięcia
| Rok  | Impreza                         | Miejsce        | Konkurencja   | Lokata      | Wynik     |
| ---- | ------------------------------- | -------------- | ------------- | ----------- | --------- |
| 2011 | Mistrzostwa NACAC w wielobojach | Kingston       | dziesięciobój | 2. miejsce  | 7760 pkt. |
| 2011 | Mistrzostwa świata              | Daegu          | dziesięciobój | 18. miejsce | 7832 pkt. |
| 2012 | Igrzyska olimpijskie            | Londyn         | dziesięciobój | 5. miejsce  | 8442 pkt. |
| 2013 | Mistrzostwa świata              | Moskwa         | dziesięciobój | 3. miejsce  | 8512 pkt. |
| 2014 | Halowe mistrzostwa świata       | Sopot          | siedmiobój    | 7. miejsce  | 6129 pkt. |
| 2014 | Igrzyska Wspólnoty Narodów      | Glasgow        | dziesięciobój | 1. miejsce  | 8282 pkt. |
| 2015 | Igrzyska panamerykańskie        | Toronto        | dziesięciobój | 1. miejsce  | 8659 pkt. |
| 2015 | Mistrzostwa świata              | Pekin          | dziesięciobój | 2. miejsce  | 8695 pkt. |
| 2016 | Igrzyska olimpijskie            | Rio de Janeiro | dziesięciobój | 3. miejsce  | 8666 pkt. |
| 2017 | Mistrzostwa świata              | Londyn         | dziesięciobój | 5. miejsce  | 8309 pkt. |
| 2018 | Halowe mistrzostwa świata       | Birmingham     | siedmiobój    | 2. miejsce  | 6343 pkt. |
| 2018 | Igrzyska Wspólnoty Narodów      | Gold Coast     | dziesięciobój | –           | DNF       |
| 2019 | Igrzyska panamerykańskie        | Lima           | dziesięciobój | 1. miejsce  | 8513 pkt. |
| 2019 | Mistrzostwa świata              | Doha           | dziesięciobój | 3. miejsce  | 8529 pkt. |
| 2021 | Igrzyska olimpijskie            | Tokio          | dziesięciobój | 1. miejsce  | 9018 pkt. |
| 2022 | Halowe mistrzostwa świata       | Belgrad        | siedmiobój    | 1. miejsce  | 6489 pkt. |
| 2022 | Mistrzostwa świata              | Eugene         | dziesięciobój | –           | DNF       |
| 2023 | Mistrzostwa świata              | Budapeszt      | dziesięciobój | 2. miejsce  | 8804 pkt. |
| 2024 | Igrzyska olimpijskie            | Paryż          | dziesięciobój | –           | DNF       |